# Trekken (gewichtheffen)

Animatie van de beweging

Trekken is een van de twee disciplines in het Olympische gewichtheffen (de andere is Voorslaan en uitstoten). Het is een zeer technisch discipline waarin het gewicht in een beweging van de grond tot boven het hoofd geheven wordt.

## Beweging
De bar moet in een vloeiende beweging van de grond tot boven het hoofd geheven worden als volgt:
- De grip is vrij, maar het best is een brede grip (handen dicht bij de gewichten) waarbij de wijs- en middelvinger zowel de bar als de duim vastgrijpen.
- De eerste fase is een trekfase: de bar wordt zo snel en explosief mogelijk omhoog getrokken, ongeveer tot borsthoogte.
- Dan komt het omslagpunt: de atleet buigt de benen en komt tot hurkzit met de bar in gestrekte armen boven zich.
- De atleet komt recht als in een squatbeweging.
- Als de atleet rechtstaat met gestrekte armen en benen en de bar stabiel is dan geeft de jury een signaal dat de oefening gedaan is en de lift goedgekeurd is